# Centre des nouvelles industries et technologies

Das CNIT im Jahr 2018

Das CNIT (Centre des Nouvelles Industries et Technologies; deutsch: Zentrum der neuen Industrien und Technologien) ist das älteste Gebäude im Geschäftsviertel La Défense und befindet sich an zentraler Stelle, direkt gegenüber der Grande Arche und dem Einkaufszentrum Les Quatre Temps. Es gehört zur Gemarkung des Pariser Vororts Puteaux. 

## Baugeschichte
Es wurde in den Jahren 1956 bis 1958 errichtet. Charakteristisch ist die freitragende Dachkonstruktion aus bewehrtem Beton (22.500 m³) mit einem Aufbau aus einem doppelt gekrümmten Gewölbe. Die Hauptbögen überspannen bei einer Höhe von 46 m eine Weite von 218 m zwischen den drei Widerlagern, die die Ecken eines gleichseitigen Dreiecks bilden. In den ersten Jahrzehnten war der Hauptzweck eine Ausstellungshalle für die französische Industrie, bis einige Ausstellungen zum Messezentrum Porte de Versailles abwanderten.
Die Architekten waren Robert Edouard Camelot, Jean de Mailly und Bernard Zehrfuss. Die Arbeiten an den Metallfassaden geschahen unter der Leitung des Ingenieurs Jean Prouvé.
1988 wurde die nutzbare Fläche auf rund 200.000 m² verdoppelt, indem das Gebäude entkernt und neu gestaltet wurde. 2009 fand ein weiterer Umbau statt, der u. a. den unterirdischen Anschluss an den Bahnhof La Défense verwirklichte.

## Nutzung
Heute dient das CNIT als Kongresszentrum. Daneben finden sich zahlreiche Geschäfte und ein Hotel.